# 鄭海駿

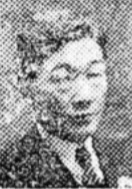
1948年ごろ

鄭 海駿（チョン・ヘジュン、朝鮮語: 정해준、1902年または1903年12月17日 - 1993年5月4日）は、日本統治時代の朝鮮および大韓民国の独立運動家、ジャーナリスト、政治家、画家。制憲韓国国会議員。
本貫は河東鄭氏。号は元斉または元斎。

## 経歴
全羅北道（現・忠清南道）錦山郡出身。錦山公立普通学校、錦山簡易公立農業学校、京城普成高等普通学校、早稲田大学政経科、東京文学院（現・中央大学）または東京大学大学院卒。第3次共産党事件により1年6ヶ月間服役し、1931年に治安維持法違反により8ヶ月間服役した。朝鮮日報社学芸部長、忠南モダス会社支配人、大韓独立促成国民会文芸部長・組織部長・文教部長・全国大会議長、民族代表外交後援会宣伝部次長、民族統一総本部事務局員、独立戦取決起大会宣伝部長、工業新聞編集顧問、制憲国会財政経済委員長・交通逓信委員長、韓米経済協定韓国側代表、韓国重石顧問を務めた。
1993年5月4日、ソウル市銅雀区の自宅で老衰により死去。享年90。

## エピソード
韓国画が得意で、1930年の文部省主催展覧会に『牡丹』が、1937年の朝鮮美術展覧会に『雷声相合』がそれぞれ入選された。政界引退後も韓国画家として活動し、国際公募展審査委員を務めた。